# متغير غير منتظم
متغير غير منتظم هو نجم متغير يتميز بفترة تغير سطوع غير قابلة للكشف. هناك نوعان رئيسيان مختلفان جدا من المتغيرات غير المنتظمة متغيرات ثائرة غير منتظمة ومتغيرات نابضة غير منتظمة، وكلا النوعين غير مفهومة بشكل جيد.
متغيرات ثائرة غير منتظمة Eruptive تنقسم إلى ثلاث فئات. وتنقسم متغيرات المجموعة الأولى إلى مجموعات فرعية IA (الأنواع طيفية من O إلى A) و IB ( من F إلى M). وما يسمى متغيرات IN المتغيرات السديمية غير المنتظمة (irregular and nebulous) موطنها الأصلي في مناطق تشكل النجوم، قد تختلف من عدة مقادير مع تغيرات سريعة تصل إلى القدر 1 في 1 إلى 10 أيام، وتنقسم بالتساوي حسب النوع الطيفي إلى مجموعات فرعية INA و INB ولكن مع إضافة مجموعة فرعية أخرى، INT لنجوم T الثور أو (YY) لمتغيرات الجبار والفئة الثالثة من المتغيرات الثائرة هي نجوم IS والتي تظهر اختلافات سطوع سريعة من القدر 0.5 إلى 1 في بضع ساعات أو أيام؛ ومرة أخرى تتكون هذة مجموعات فرعية ISA وISB.
متغيرات نابضة غير منتظمة (Pulsating irregular) نجوم عملاقة أو فائقة نابضة غير منتظمة، جميع الأنواع الطيفية لها من النوع المتأخر (K, M, C, S) ينشئ التغير في هذا النوع بسبب التوسع الدوري والانكماش في طبقات النجم العليا. يتم تصنيفها كنوع L-LB للنجوم العملاقة وLC للعمالقة الفائقة والعديد من هذة النجوم في الواقع متغيرات شبه العادية التي تحتاج ببساطة إلى مزيد من الدراسة.

## وصلة خارجية
- أنواع النجوم المتغيرة (الرابطة الأمريكية لراصدي النجوم المتغيرة)